# Надлежащая производственная практика
Надлежащая производственная практика, GMP (сокр. от англ. good manufacturing practice) — правила, которые устанавливают требования к организации производства и контроля качества лекарственных средств для медицинского и ветеринарного применения. 
Правила GMP содержат минимальные актуальные требования к надлежащей производственной практике для методов и условий, включающих требования к системе обеспечения качества, персоналу, помещениям и оборудованию, документации, требования к производству продукции (в том числе по контракту), к контролю качества, рекламациям и отзыву продукции, проведению самоинспекций и другим аспектам производственной деятельности, которые используются при изготовлении, упаковывании и выпуске в обращение лекарственных средств с целью устранения рисков для потребителя. Правила периодически уточняются, в них вносятся дополнения в связи с различными инцидентами. C 1980-х годов FDA начало публиковать различные руководства, которые детализируют, разъясняют и интерпретируют те или иные разделы и положения действующих правил.
Правила не распространяются на вопросы охраны труда персонала, занятого в производстве, на обеспечение промышленной, пожарной, взрыво-, химической, санитарно-гигиенической и иной безопасности при производстве лекарственных средств, а также не затрагивают вопросы охраны окружающей среды.
Стандарт GMP применяется вместе с другими стандартами серии GxP:
- GLP (надлежащая лабораторная практика)
- GCP (надлежащая клиническая практика)
- GDP[en] (надлежащая дистрибьюторская практика)
- GACP (надлежащая практика культивирования и сбора лекарственных растений)
- GPvP (надлежащая практика фармаконадзора)

## История
Предпосылкой к созданию специальных правил, регулирующих деятельность фармацевтических производств, стал переход от аптечного к промышленному производству лекарственных средств, начавшийся в последней четверти XIX века, вследствие чего риски для потребителей значительно возросли из-за масштабирования объемов выпуска. Первым нормативным правовым актом, вводящим такое регулирование, стал "Закон о чистой пище и лекарствах" (Pure Food and Drug Act), подписанный 30 июня 1906 года президентом США Теодором Рузвельтом. В 1937 году компания S. E. Massengill выпустила на рынок новое лекарственное средство под названием elixir sulfanilamide. В начале сентября компания начала отгрузки нового перспективного лекарства потребителям по всей стране, а уже 11 октября Американская медицинская ассоциация (AMA) сообщила о смертях, которые были предположительно связаны с приемом этого лекарства. В результате приема этого препарата по всей стране умерло 105 человек, среди которых было много детей. Непосредственной реакцией на эту трагедию стало принятие в США в 1938 году федерального закона о пищевых продуктах, медикаментах и косметике (Federal Food, Drug, and Cosmetic Act – FFDCA). Закон обязал производителей лекарственных средств доказывать, что оно безопасно до его реализации, а FDA были предоставлены полномочия для проведения инспекционных проверок соответствующих производств. В 1941 году около 300 человек пострадали от таблеток сульфатиазола, загрязнённых фенобарбиталом. Этот инцидент показал FDA необходимость пересмотреть и составить детализированные правила производства и требования к контролю качества лекарственных средств. Впоследствии, в начале 1960-х годов, сформулированные после этого инцидента правила и требования получат названия «надлежащей производственной практики» (GMP).
Впервые правила GMP были сформулированы в Соединённых Штатах Америки в 1963 году.
В 1967 году на 20-й Всемирной ассамблее здравоохранения, проводимой Всемирной организацией здравоохранения (ВОЗ), была принята резолюция WHA20.34 «Контроль качества фармацевтической продукции», в которой было указано на необходимость скорейшего формулирования правил контроля качества лекарственных средств и внедрения надлежащей производственной практики.
В 1969 году на 22-й Всемирной ассамблее здравоохранения была принята резолюция WHA22.50 «Контроль качества лекарств», которая рекомендовала всем странам — членам ВОЗ принять и применять международные правила производства и контроля качества лекарственных средств.

## В России
В 1974 году Главным управлением промышленности СССР утверждён руководящий технический материал РТМ 64-7-81-74 «Основные требования к организации производства и контролю качества ГЛС».
В 1991 году Министерством медицинской промышленности СССР утверждён руководящий документ РД 64-125-91 «Правила организации производства и контроля качества лекарственных средств (GMP)».
В 2000 году вступил в силу стандарт отрасли ОСТ 42-510-98 «Правила организации производства и контроля качества лекарственных средств (GMP)» (ред. 25.11.2001), утверждённый Министерством здравоохранения РФ 25.02.1998 и введён в действие приказом Минздрава РФ и Минэкономики РФ от 03.12.1999 №432/512.
В 2004 году выпущен ГОСТ Р 52249-2004 «Правила производства и контроля качества лекарственных средств», утверждённый и введённый в действие постановлением Госстандарта России от 10.03.2004 № 160-ст.
В 2009 году выпущен ГОСТ Р 52249-2009 «Правила производства и контроля качества лекарственных средств», утверждённый и введённый в действие приказом Федерального агентства по техническому регулированию и метрологии РФ от 20.05.2009 № 159-ст.
В 2013 году Постановлением Правительства РФ от 28.01.2013 № 50 (ред. от 28.09.2015) Министерство промышленности и торговли РФ наделено полномочиями по утверждению правил надлежащей производственной практики и выдаче заключений о соответствии производителей лекарственных средств для медицинского применения требованиям этих правил.
С 2013 года в России действуют Правила надлежащей производственной практики, утвержденные приказом Министерства промышленности и торговли РФ от 14.06.2013 № 916 (в ред. от 18.12.2015) (зарегистрировано в Минюсте России 10.09.2013 №29938). Документ фактически является переводом правил GMP Евросюза, действовавших на момент его разработки. В 2014 г. в качестве экспертной организации, привлекаемой к лицензионному контролю фармацевтических предприятий, расположенных на территории Российской Федерации, в составе комиссии Минпромторга России начал действовать ФБУ "Государственный институт лекарственных средств и надлежащих практик". В 2015 г. ФБУ "ГИЛС и НП" уполномочено на проведение инспектирования производителей лекарственных средств для медицинского применения, производство которых осуществляется за пределами Российской Федерации, на соответствие правилам GMP в целях выдачи заключений о соответствии производителя лекарственных средств требованиям правил надлежащей производственной практики.
Приказом Минпромторга РФ № 1997 от 12.12.2013 утверждены Рекомендации по организации производства и контроля качества лекарственных средств (письмом Минюста РФ от 12.02.2014 № 01/10856-ЮЛ приказ признан не нуждающимся в государственной регистрации).
В 2016 году решением Совета Евразийской Экономической Комиссии от 03.11.2016 № 77 утверждены Правила надлежащей производственной практики Евразийского экономического союза (ЕАЭС). С 6 мая 2017 года правила вступили в силу, за исключением положений, касающиеся требований к производству лекарственных препаратов для ветеринарного применения, которые вступают в силу с 1 января 2021. В настоящее время[когда?] действует переходный период, обеспечивающий плавный переход от национального регулирования обращения лекарственных средств к единому на территории ЕАЭС.

## В Евросоюзе
Правила GMP Европейского Союза (англ. EU GMP) содержатся в разделе 4 Собрания правил и нормативных актов Евросоюза в отношении лекарственных средств (англ. EudraLex).
Принципы и руководства по надлежащей производственной практике в отношении лекарственных средств для человека и исследуемых лекарственных средств для человека установлены Директивой Еврокомиссии 2003/94/EC от 08.10.2003 г.
Принципы и руководства по надлежащей производственной практике в отношении лекарственных средств для животных установлены Директивой Еврокомиссии 91/412/EEC от 23.07.1991 г.
Правила GMP Евросоюза включают три части:
- Часть I. Основные требования к лекарственным препаратам
- Часть II. Основные требования к фармацевтическим субстанциям, используемым в качестве исходного сырья
- Часть III. Документы, связанные с GMP

За разработку и утверждение правил GMP Евросоюза отвечает Генеральный Директорат Еврокомиссии по здравоохранению и защите потребителей. Контроль за соблюдением правил производителями лекарственных средств осуществляют медицинские агентства стран-членов ЕС.
В марте 2017 года США и Евросоюз подписали соглашение о взаимном признании результатов инспекций производителей лекарственных средств на соответствие требованиям правил GMP.

## В Соединённых Штатах Америки
В Соединённых Штатах Америки за разработку и контроль за соблюдение правил GMP отвечает Управление по контролю за продуктами питания и лекарственными средствами (FDA). Правила надлежащей производственной практики США (англ. cGMP; current good manufacturing practice) изложены в Разделе 21 Свода федеральных нормативных актов США в частях 210 и 211 (англ. Title 21 of the Code of Federal Regulations (CFR), Parts 210 and 211):
- Часть 210: Действующая надлежащая производственная практика в производстве, переработке, упаковке и хранении лекарств; общие положения.
- Часть 211: Действующая надлежащая производственная практика для готовых лекарственных препаратов.

В отношении производства активных фармацевтических субстанций в США применяются правила Международного совета по гармонизации ICH Q7 «Надлежащая производственная практика для активных фармацевтических субстанций».
Начиная с июня 2008 по июнь 2010 г. в США поэтапно внедрены специальные правила GMP для производителей пищевых добавок (англ. DS cGMP).
В марте 2017 года США и Евросоюз подписали соглашение о взаимном признании результатов инспекций производителей лекарственных средств на соответствие требованиям правил GMP.

## Содержание правил
Правила надлежащей производственной практики, утвержденные приказом Министерства промышленности и торговли РФ от 14.06.2013 № 916 (в ред. от 18.12.2015) (зарегистрировано в Минюсте России 10.09.2013 №29938) включают две части, описывающие требования к производству лекарственных препаратов и фармацевтических субстанций, а также 18 приложений:
- I. Общие положения
- II. Термины и определения
- III. Основные требования к организации производства и контроля качества лекарственных средств
  - Глава 1. Фармацевтическая система качества
  - Глава 2. Персонал
  - Глава 3. Помещения и оборудование
  - Глава 4. Документация
  - Глава 5. Производство
  - Глава 6. Контроль качества
  - Глава 7. Деятельность, передаваемая для выполнения другой организации (аутсорсинг)
  - Глава 8. Претензии и отзыв продукции
  - Глава 9. Самоинспекция
- IV. Основные требования к фармацевтическим субстанциям, используемым в качестве исходного сырья
- Приложения:
  - Приложение 1. Производство стерильных лекарственных средств
  - Приложение 2. Производство биологических (в том числе иммунобиологических) фармацевтических субстанций и лекарственных препаратов
  - Приложение 3. Производство радиофармацевтических лекарственных средств
  - Приложение 4. Особенности производства лекарственных средств для ветеринарного применения (кроме иммунобиологических лекарственных средств для ветеринарного применения)
  - Приложение 5. Особенности производства иммунобиологических лекарственных средств для ветеринарного применения
  - Приложение 6. Производство медицинских газов
  - Приложение 7. Производство лекарственных растительных препаратов
  - Приложение 8. Отбор проб исходного сырья и упаковочных материалов
  - Приложение 9. Производство жидкостей, кремов и мазей
  - Приложение 10. Производство дозированных аэрозольных лекарственных препаратов под давлением для ингаляций
  - Приложение 11. Компьютеризированные системы
  - Приложение 12. Использование ионизирующего излучения в производстве лекарственных препаратов
  - Приложение 13. Лекарственные препараты для клинических исследований
  - Приложение 14. Производство лекарственных препаратов, получаемых из донорской крови или плазмы
  - Приложение 15. Квалификация и валидация
  - Приложение 16. Подтверждение уполномоченным лицом соответствия серии продукции с целью ее выпуска
  - Приложение 17. Выпуск по параметрам
  - Приложение 18. Контрольные и архивные образцы

Рекомендации по организации производства и контроля качества лекарственных средств, утверждённые приказом Минпромторга РФ №1997 от 12.12.2013, включают следующие разделы:
- I. Рекомендации по составлению основного досье производственной площадки
- II. Управление рисками для качества
- III. Фармацевтическая система качества
- IV. Рекомендации по оформлению документов по сертификации серии